# Лога (Ісетський район)
Ло́га (рос. Лога) — присілок у складі Ісетського району Тюменської області, Росія.
Населення — 193 особи (2010, 221 у 2002).
Національний склад станом на 2002 рік:
- росіяни — 90 %